# Diane Valkenburg
Diane Valkenburg (* 30. August 1984 in Bergschenhoek) ist eine niederländische Eisschnellläuferin.
Diane Valkenburg startet seit der Saison 2007/08 im Weltcup. Ihr erstes Rennen war über 1500 Meter in Salt Lake City, in dem sie 15. wurde. In ihrem dritten Rennen, einem 3000-Meter-Rennen in Calgary, belegte sie den neunten Platz und erreichte damit erstmals eine Platzierung unter den besten Zehn. 2007 gewann sie auch die niederländische Meisterschaft der Junioren im Kleinen Vierkampf. Bei der Meisterschaft der Senioren gewann sie über 1500 Meter die Bronzemedaille und über 3000 Meter wurde sie hinter Gretha Smit Vizemeisterin.
Am 9. Dezember 2007 gewinnt sie ihren ersten Weltcup in der Teamverfolgung. In den folgenden Jahren kommen weitere Weltcupsiege in der Teamverfolgung hinzu. Ihre erste Weltcup-Podiumsplatzierung in einer Einzeldisziplin erreichte sie am 14. November 2008. Beim Weltcuprennen in Heerenveen belegte sie über 3000 m den dritten Platz.
Valkenburg hat für die Niederlande an den Olympischen Winterspielen 2010 in Vancouver teilgenommen. Sie belegte über 3000 m den elften Platz und in der Teamverfolgung Platz 6.
Bei der WM 2011 in Inzell wurde sie Zweite über 1500 m und in der Teamverfolgung.
2012 wurde sie bei der Einzel-WM in Heerenveen zum ersten Mal Weltmeisterin. Sie gewann gemeinsam mit Ireen Wüst und Linda de Vries in der Teamverfolgung.
2013 gewinnt sie Silber im Kleinen Vierkampf bei der Mehrkampf-WM in Hamar.
Valkenburg wohnt in Rotterdam und studiert Sport an der Freien Universität Amsterdam.